# Christian McBride

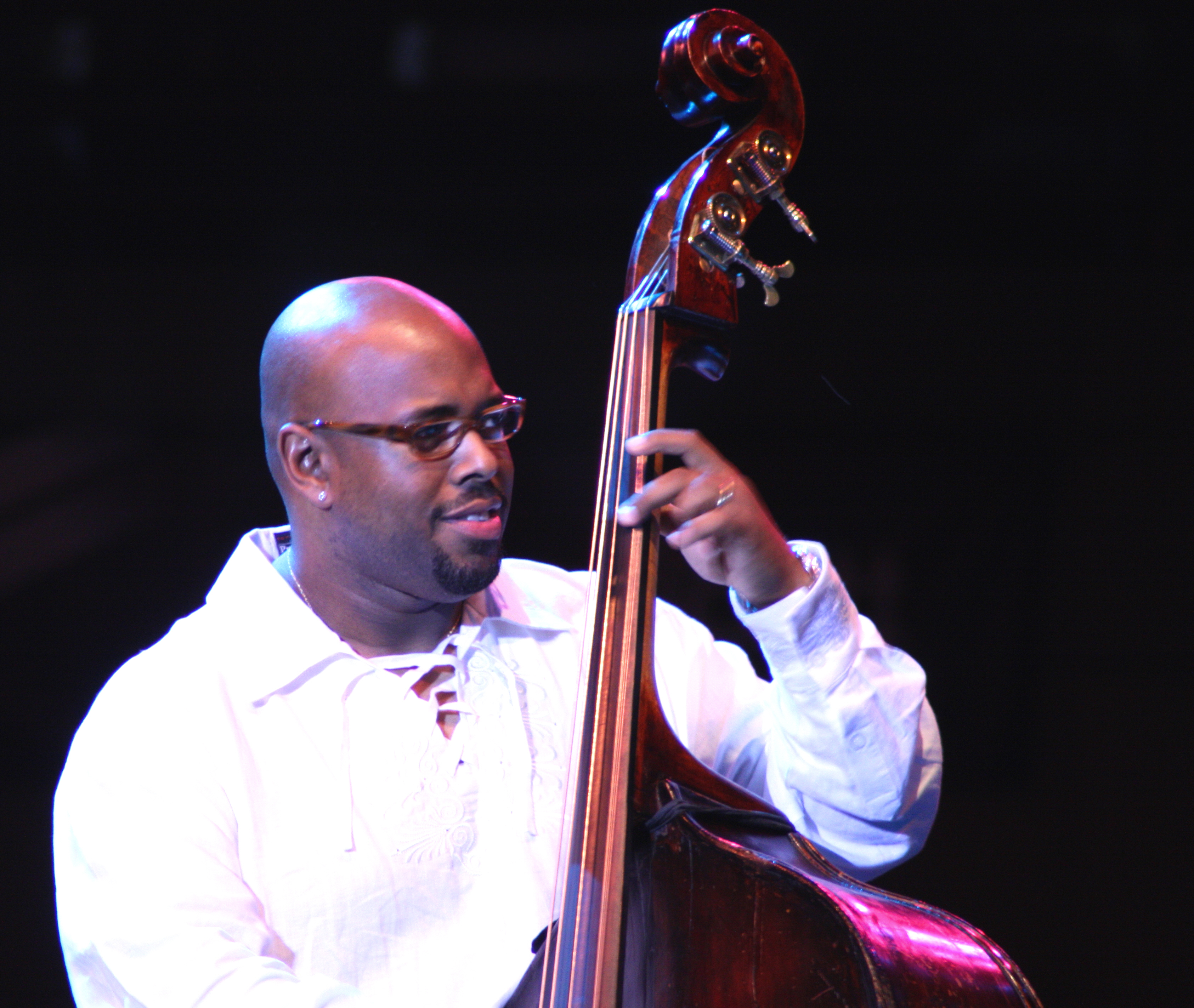
McBride beim Detroit Jazz Festival 2009

Christian Lee McBride (* 31. Mai 1972 in Philadelphia, Pennsylvania) ist ein amerikanischer Jazz-Bassist.

## Leben und Wirken
McBride spielte in seiner Schulzeit Rhythm and Blues auf dem elektrischen Bass, bevor er sich dem akustischen Bass und der Jazzmusik zuwandte. Ab 1989 studierte er an der Juilliard School of Music. In den 1990er Jahren wirkte er an Joe Hendersons Tributalben Lush Life: The Music of Billy Strayhorn und Double Rainbow: The Music of Antonio Carlos Jobim mit. Danach spielte er kurze Zeit mit den Bands von Bobby Watson, Benny Golson, Roy Hargrove und Freddie Hubbard, tourte mit dem Benny Green Trio und trat mit Ray Brown beim Monterey Jazz Festival 1994 auf.
1995 nahm er sein erstes Album als Bandleader auf und tourte danach mit der eigenen Band. Für Wynton Marsalis und das Lincoln Center Jazz Orchestra komponierte er Blues in Alphabet City. McBride gibt Meisterklassen an der Berklee School of Music und unterrichtet am Henry Mancini Institute. Neben seiner Arbeit als Bandleader wirkte er an mehr als zweihundert Alben als Sideman mit. 2016 wurde seine Interpretation des Jazzstandards Cherokee mit dem Grammy Award in der Kategorie improvisiertes Jazzsolo ausgezeichnet. Zwei Jahre später bekam er eine zweite Auszeichnung für das Album Bringin’ It mit seiner Big Band.  Des Weiteren wirkte er bei Peter Bernsteins Signs Live! (2017) mit. Seit 2020 arbeitet er auch wieder im Quartett mit Saxophonist Joshua Redman,  Pianist Brad Mehldau und Schlagzeuger Brian Blade (Round Again), das „als so etwas wie die amtliche Combo des modern jazzenden Mainstreams“ bezeichnet werden kann. Mit Blade wirkte er außerdem bei Chick Coreas Album Trilogy 3 (2025) mit.

## Auszeichnungen
Ende 2019 wurde McBride für die Grammy Awards 2020 in den beiden Kategorien Best Improvised Jazz Solo und Best Jazz Instrumental Album nominiert.

## Diskographie

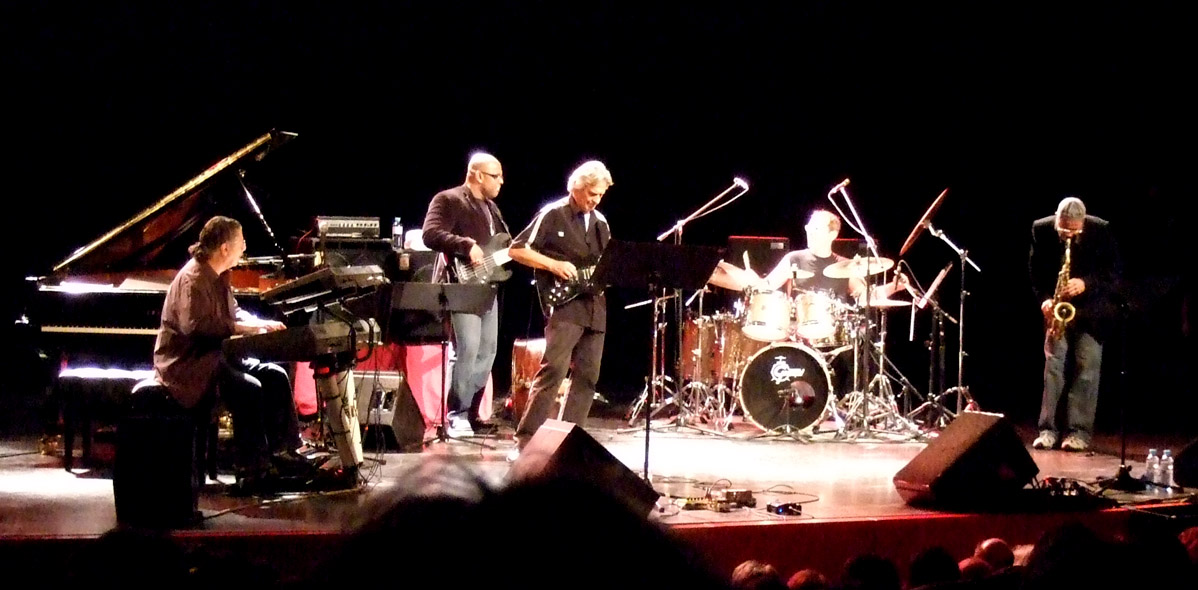
Christian McBride mit der Five Peace Band (Wien 2008)

- Gettin’ to It mit Roy Hargrove, Joshua Redman, Steve Turré, Cyrus Chestnut, Lewis Nash, Ray Brown und Milt Hinton, 1994
- Number Two Express mit Kenny Barron, Gary Bartz, Mino Cinelu Chick Corea, Jack DeJohnette, Kenny Garrett, Steve Nelson, 1995
- Fingerpainting: The Music of Herbie Hancock mit Nicholas Payton, Mark Whitfield, 1997
- A Family Affair mit Tim Warfield, Charles Craig, Gregory Hutchinson, Russell Malone, Munyungo Jackson, Will Downing, Vesta, 1998
- Sci-Fi mit Ron Blake, Shedrick Mitchell, Rodney Green, Herbie Hancock, Dianne Reeves, Toots Thielemans, James Carter, David Gilmore, 2000
- The Philadelphia Experiment mit Ahmir Thompson, Uri Caine, Pat Martino, Jon Swana, Larry Gold, Aaron Luis Levinson, 2001
- Vertical Vision mit Ron Blake, Geoffrey Keezer, Terreon Gully, David Gilmore, Danny Sadownick, 2003
- Live at Tonic mit Ron Blake, Geoffrey Keezer, Terreon Gully, Charlie Hunter, Jason Moran, Jenny Scheinman, DJ Logic, Scratch, Eric Krasno, Rashawn Ross, 2006
- New York Time mit Javon Jackson, Jimmy Cobb, Cedar Walton, 2006
- Day Trip mit Pat Metheny, Antonio Sánchez, 2008
- The Good Feeling. Christian McBride Bigband, u. a. mit Nabaté Isles, 2011
- People Music. Christian McBride & Inside Straight, 2013
- Out Here. Christian McBride Trio, mit Christian Sands und Ulysses Owens, 2014
- Christian McBride Big Band: Bringin’ It, 2017
- Christian McBride’s New Jawn, 2018
- The Movement Revisited, Mack Avenue, 2020
- For Jimmy, Wes and Oliver (Mack Avenue, 2020)
- Live at the Village Vanguard (2021)
- Prime, Mack Avenue, 2023